# Crni Timok
Le Crni Timok (en serbe cyrillique : Црни Тимок), le Timok noir, est une rivière de Serbie. Il est également connu sous le nom de Crna reka (en cyrillique : Црна река, la « rivière noire ») ou sous celui de Krivovirski Timok (en cyrillique : Кривовирски Тимок, le « Timok de Krivi Vir »). Sa longueur est de 84 km. Il se jette dans le Beli Timok pour former avec lui le Veliki Timok (le « grand Timok ») ou plus simplement le Timok.

## Géographie
Le Crni Timok prend sa source sur le versant septentrional du mont Veliki Maljenik, dans la région des monts Kučaj. 
Il coule près du village de Krivi Vir et poursuit sa course généralement vers le nord-est, coulant à travers la Crnorečka kotlina (en cyrillique : Црноречка котлина, la « dépression de Crna Reka ») qui abrite de nombreux villages comme Valakonje, Savinac, Selište ou Zvezdan.
Dans sa vallée se trouve également le site archéologique de Gamzigrad, remontant à l'Empire romain. Après une course de 84 km, le Crni Timok atteint Zaječar, où il se jette dans le Beli Timok, formant alors avec lui le Veliki Timok.
Dans sa course, il reçoit sur sa droite les eaux de la Radovanska reka (en cyrillique : Радованска река) et, plus loin, toujours sur sa droite, celle de la Zlotska reka, de la Jasenova reka et de la Banjska reka. Ces trois affluents, en provenance de la région minière et industrielle de Bor, polluent le Crni Timok.